# Кисимото, Каёко
Каёко Кисимото (яп. 岸本 加世子 Кисимото Каёко, род. 29 декабря 1960, Сидзуока, Япония) — японская актриса.
Известна по фильмам Такэси Китано.
Кисимото завоевала популярность благодаря рекламным роликам в 1980-х годах, для Fujifilm, Orient Corporation и Тойота Карина.
Позже она снялась в нескольких фильмах Такэси Китано. Продолжает появляться в телевизионных сериалах и различных телешоу, пишет очерки и романы. 
Близка с Хибари Мисора.

## Признание
- Лучшая женская роль на 23-й церемонии вручения Премии Японской киноакадемии за Кикудзиро[2].

## Фильмография
- Фейерверк (1997) (Миюки)
- Кикудзиро (1999)
- Сомнения (1999)
- Куклы (2002)
- Такешиз (2005)
- Банзай, режиссёр! (2007)

## Внешние ссылки
- Официальный сайт (на японском языке)
- Kishimoto Kayoko (англ.) на сайте Internet Movie Database(англ.) на сайте Internet Movie Database
- Профиль адррес jmdb (на японском языке)